# 16013 Schmidgall
16013 Schmidgall è un asteroide della fascia principale. Scoperto nel 1999, presenta un'orbita caratterizzata da un semiasse maggiore pari a 2,2931438 UA e da un'eccentricità di 0,0660506, inclinata di 2,29995° rispetto all'eclittica.